# Carl Alexander Elbertzhagen
Carl Alexander Elbertzhagen (* 20. Februar 1814 in Remscheid; † 1. Juni 1880 in Berlin) war ein deutscher Schiffskonstrukteur und Wirklich Geheimer Admiralitätsrat.

## Leben
Elbertzhagen besuchte das Gewerbeinstitut in Berlin und die Schiffsbauschulen in Stettin und Kopenhagen. An der Navigationsschule in Danzig erwarb er Kenntnisse in der Seemannschaft und Navigation, wonach er von Minister Peter Beuth nach Berlin berufen wurde, um internationale Schiffbauliteratur zu studieren. Nachdem er die Prüfung zum Schiffbaumeister 1839 absolvierte, war er mehrere Jahre zur Verbesserung seiner Kenntnisse im Schiffbau im Ausland reisend, darunter England, Frankreich, Russland und Nordamerika. 1841 kehrte er von seiner Studienreise nach Deutschland zurück und wurde als Nachfolger des verstorbenen Gustav David Klawitter als Lehrer und Direktor an die Schiffbauschule in Stettin berufen. 1843 war er als Schiffsbaumeister für den Bau des ersten Schiffes der preußischen Flotte verantwortlich, der SMS Amazone.
Ab 1841 diente er im preußischen Handelsministerium und wurde 1848 der Marine-Abteilung des preußischen Kriegsministerium attachiert. Er diente nebenbei noch als Konstrukteur und konnte auf der Hamburger Konferenz zur Einführung einer einheitlichen Schiffsvermessung mitwirken. 1855 diente er noch für zwei Jahre als Schiffsbaudirektor der Königlichen Werft in Danzig, war somit für die Amtsentwürfe des Marineschiffsbauprogramms tätig und trat dann 1856 als Admiralitätsrat in die preußische Marine ein. Er diente in der Marine zunächst als Schiffbaumeister und Lehrer an der Navigations- und Schiffbauschule in Stettin, wobei er im März 1857 zum Marineschiffsbaudirektor mit dem Range eines Rats IV. Klasse ernannt wurde. Schon im Juli 1858 wurde er zum Wirklichen Admiralitätsrat mit dem Rang eines Rats III. Klasse ernannt. 1861 wurde er als erster akademischer Lehrer an die Gewerbeakademie in Berlin berufen, wo er die Praxis begründete, dass der Kriegsschiffbau stets von höheren Marineoffizieren gelehrt wurde. 1862 wurde er Vortragender Rat. 1867 wurde er zum Geheimen Admiralitätsrat ernannt. Im April 1868 wurde er mit dem Roten Adlerorden III. Klasse mit Schleife ausgezeichnet.
1872 wurde er Dezernent für Schiffbau und nahm noch im selben Jahr seinen Abschied in den Ruhestand.